# Mountain (locomotive)
Pour les articles homonymes, voir Mountain.

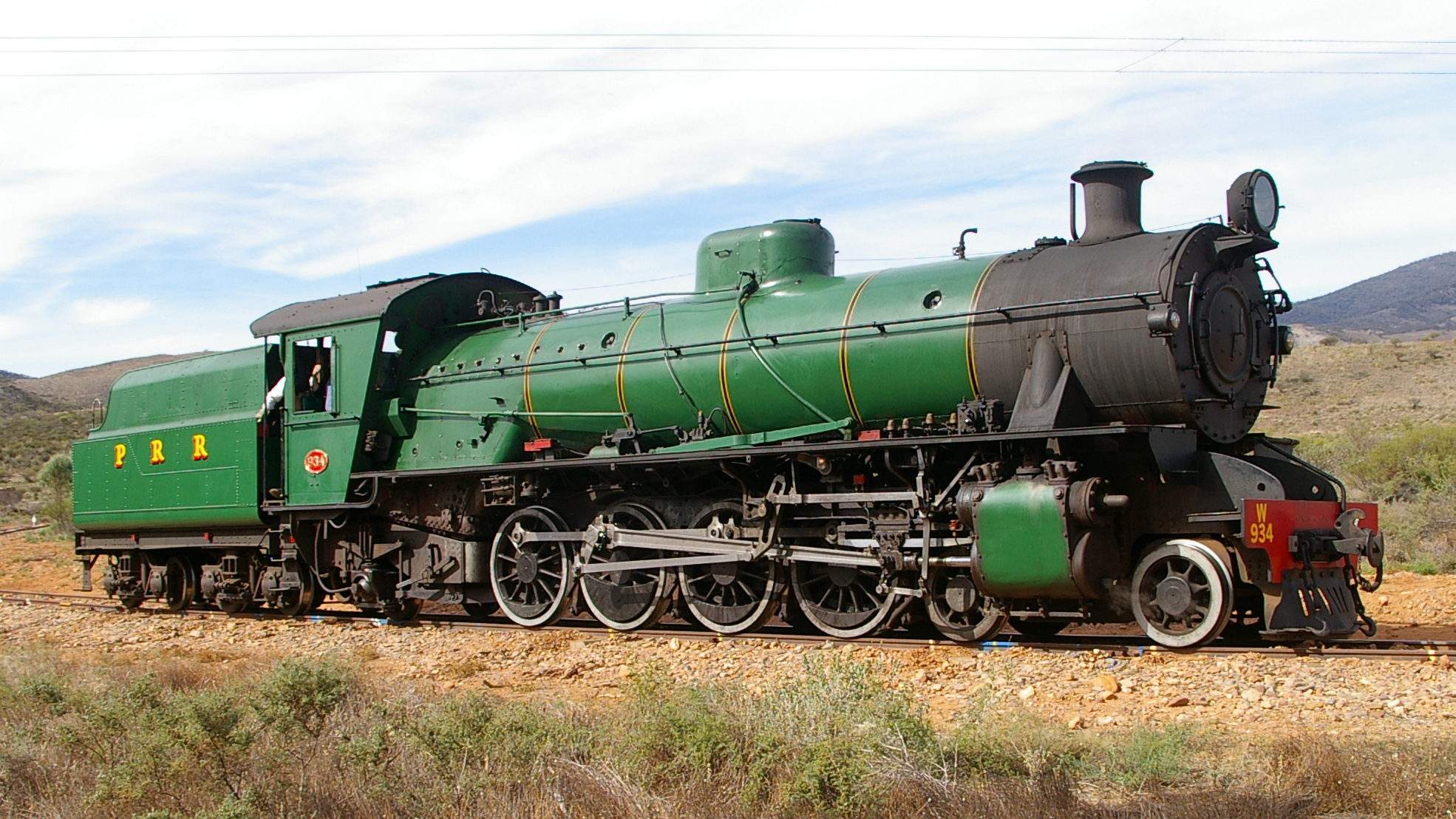
Une élégante Mountain des chemins de fer australiens (WAGR).

La Mountain est un type de locomotive à vapeur dont les essieux ont la configuration suivante (de l'avant vers l'arrière) :
- un bogie porteur à 2 essieux
- 4 essieux moteurs
- un essieu ou un bissel porteur

L'appellation Mountain vient du fait que la première locomotive de ce type fut spécialement construite pour circuler sur une ligne qui franchissait un massif montagneux aux États-Unis.
Ces machines ont été construites dans le but de disposer d'engins de traction alliant vitesse élevée et grande puissance de traction.

## Codification
Ce qui s'écrit :
- 4-8-2 en codification Whyte.
- 241 en codification d'Europe continentale.
- 2D1 en codification allemande et italienne.
- 47 en codification turque.
- 4/7 en codification suisse.

## Utilisation
Aux États-Unis où les Mountain furent conçues pour circuler sur des lignes montagneuses (d'où leur nom), les locomotives étaient équipées d'un moteur à simple expansion et de roues motrices d'un diamètre maximal de 1 800 mm, à la différence des Mountain françaises qui étaient de type compound et équipées de roues motrices allant jusqu'à 2 mètres de diamètre, faisant de ces dernières des locomotives de vitesse plutôt destinées à des lignes de profils moyens.

### France

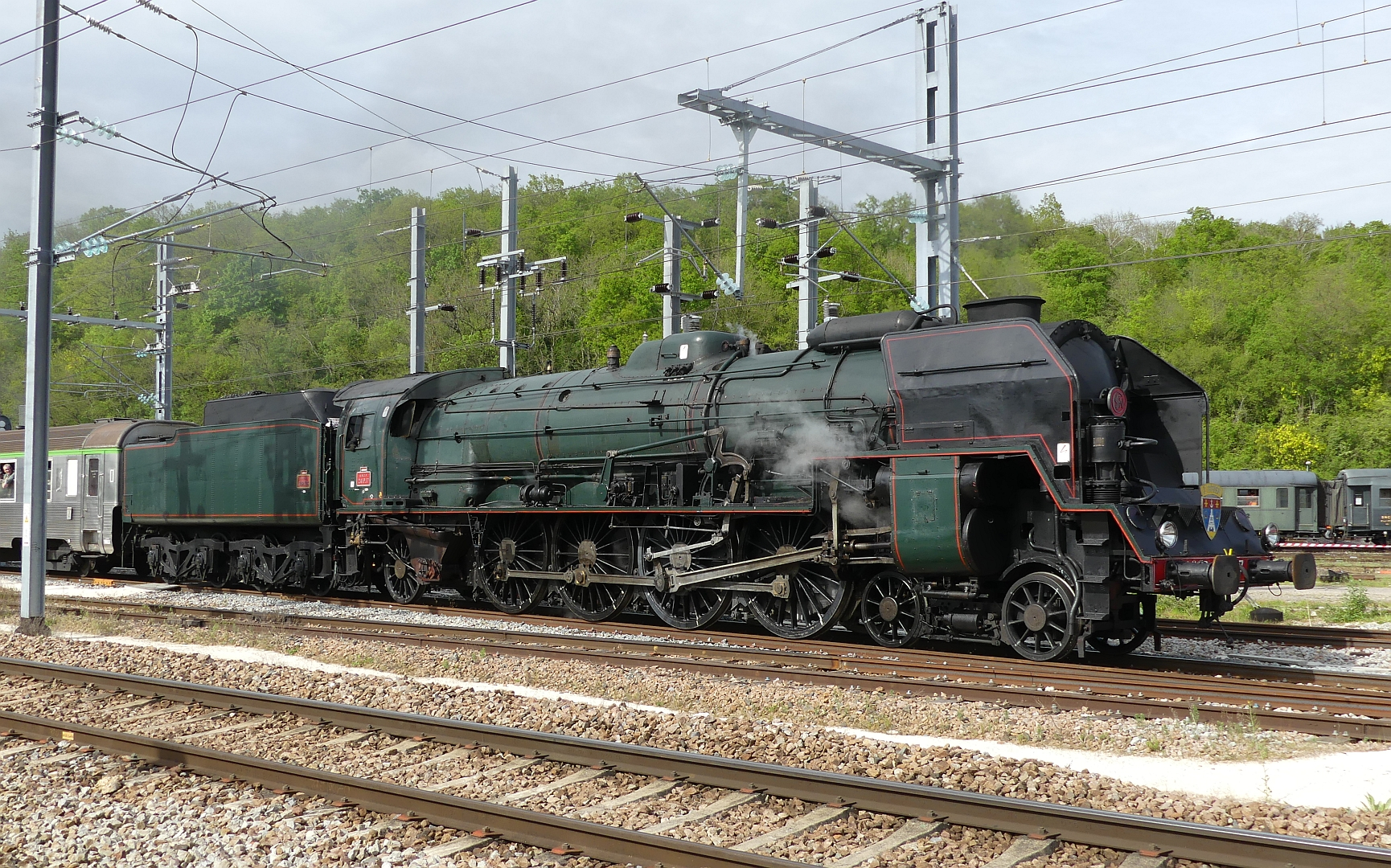
La Mountain SNCF 241 P 17.

Le type Mountain ne fut pas très répandu en France, seuls trois anciens réseaux en firent construire et la SNCF se contenta de la série « unifiée » 241 P :
Compagnie de l'Est41001 prototype de 1924, future : 1-241 A 1
241 Est 241002 à 241041 de 1930, futures : 1-241 A 2 à 41
Compagnie du PLM241 A PLM 1 à 145 de 1925 à 1932, futures : 5-241 A 1 à 145, moins les 48 241 D
241 B PLM 1 prototype de 1930, future : 5-241 B 1
241 C PLM 1 prototype de 1930, ancêtre des 241 P de la SNCF, future : 5-241 C 1
241 D PLM 1 à 145 amélioration des 241 A à partir de 1932 pour 48 unités, futures : 5-241 D 1 à 48
241 E PLM 27 transformation de la 241 A 27 suivant le modèle 241 C 1, future : 5-241 E 27
Compagnie de l'État241-101 État prototype de 1932, future : 3-242 A 1  de la SNCF
241 État 241001 à 241049 de 1903 et 1934, 49 unités copie du type Est, futures : 1-241 A 42 à 90
SNCF241 P 1 à 35 de 1948 à 1952
Les 241 P furent la série de Mountain française la plus puissante avec 4 000 ch.

### Tchécoslovaquie

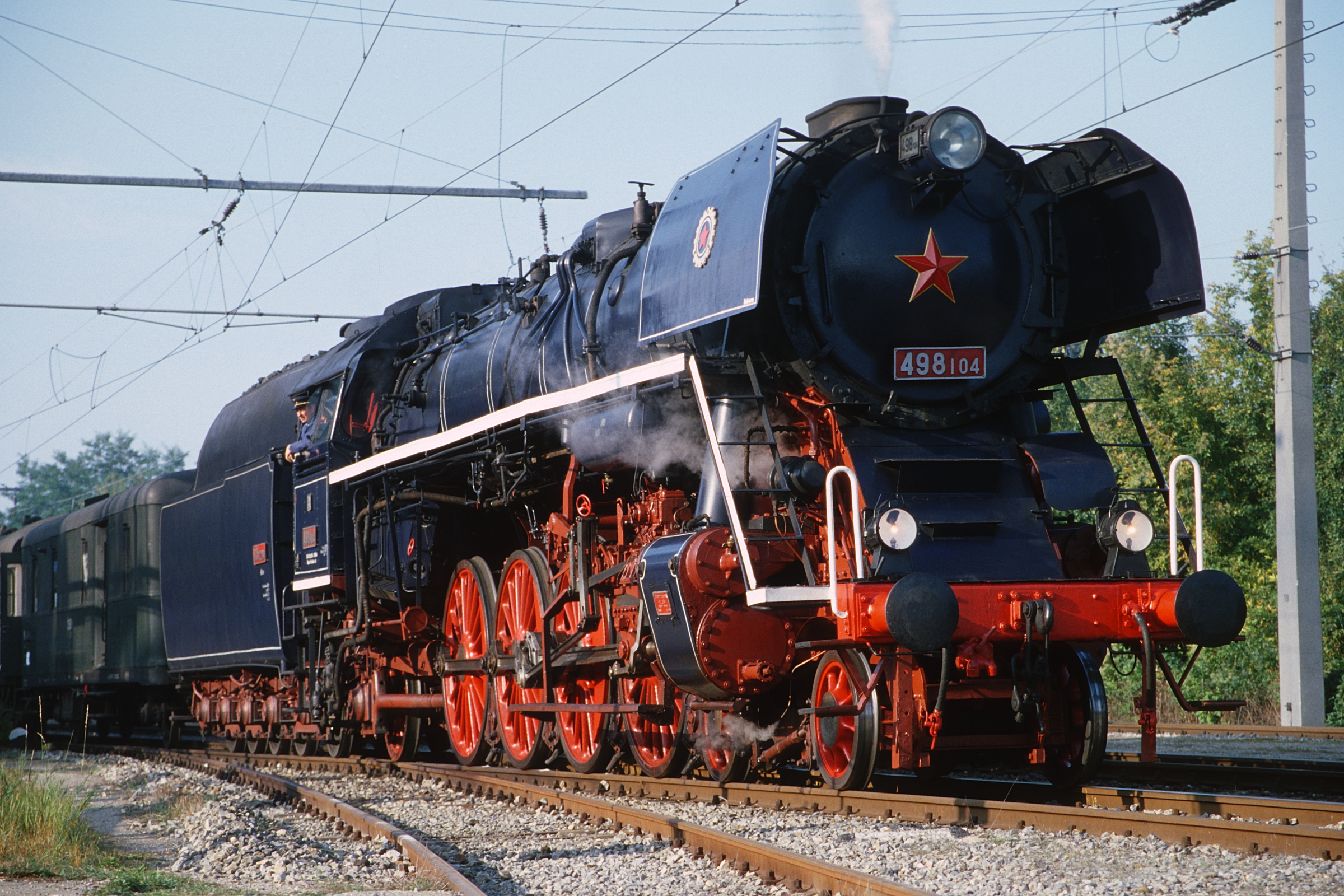
La Mountain tchécoslovaque ČSD 498.104 préservée en état de marche.

La compagnie des Chemins de fer tchécoslovaques ČSD compta quatre séries de locomotives du type Mountain. Les ČSD 486.0, qui furent les premières Mountain de Tchécoslovaquie construites au nombre de 9 unités de 1933 à 1938, vinrent ensuite les ČSD 498.0 construites à 40 exemplaires de 1946 à 1947, puis les ČSD 475.1 qui constituèrent la plus importante série avec 147 locomotives construites de 1947 à 1950, et enfin les ČSD 498.1 avec 15 machines construites de 1952 à 1954.
Cette dernière série fut la plus élaborée des quatre. Les ČSD série 498.1 (de) étaient des locomotives à 3 cylindres et simple expansion, elles avaient une chaudière entièrement soudée avec un foyer prolongé par une  chambre de combustion, équipé d'une grille à secousses, et alimenté en charbon par un chargeur mécanique stoker. Le châssis était conçu en barres et les essieux couplés comme les porteurs furent équipés de boîtes à roulements à rouleaux, de même que les paliers des bielles motrices. Prenant modèle sur les avancées en thermodynamique appliquées aux locomotives à vapeur françaises, elles furent équipées de l'échappement « Kylchap double ». Le tender à cinq essieux pouvait emporter 35 m3 d'eau et 15 tonnes de charbon. Ces Mountain étaient traitées dans le style allemand, avec tablier haut et écrans pare-fumée suspendus de type « Witte ». Ce furent probablement les Mountain les plus modernes ayant circulé en Europe.

### États-Unis

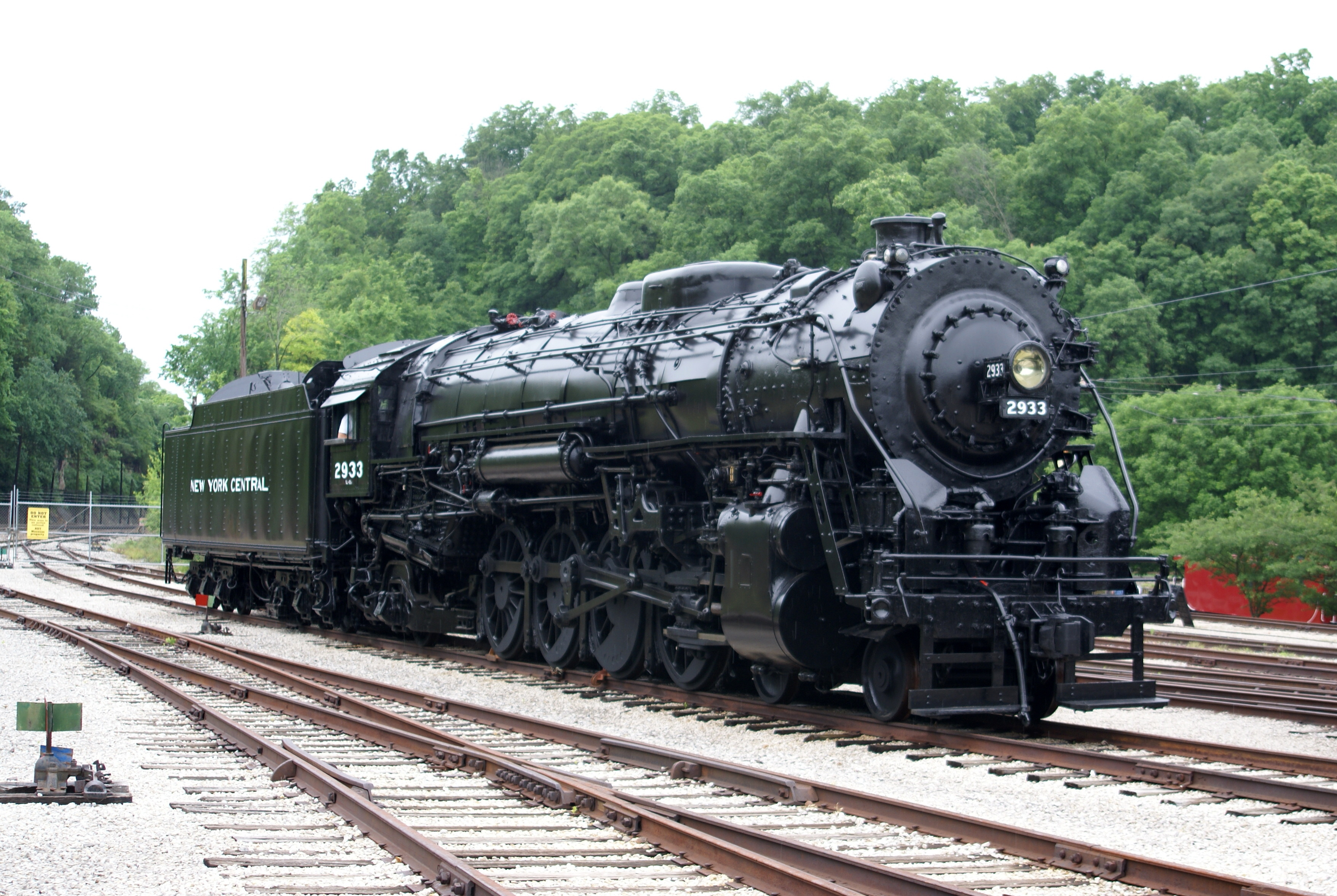
Une Mountain du New York Central Railroad.

C'est Alco qui construisit en 1911 la première 241 ou 4-8-2 pour la compagnie du Chesapeake and Ohio Railway. Face à l'augmentation du tonnage de ses trains de voyageurs, la compagnie souhaitait acquérir un nouveau type de locomotive, dont la puissance permettrait aux lourds convois de circuler sur sa ligne qui traversait les montagnes Allegheny. Le Chesapeake & Ohio dénomma cette nouvelle locomotive Mountain (Montagne).
Aux  États-Unis, 40 compagnies de chemin de fer firent construire et exploitèrent des locomotives Mountain, dont des versions dites USRA produites de 1918 à 1929 en variantes légères ou lourdes.

## La Mountain dans la littérature
L'arrivée de la première Mountain en gare de Dijon-Ville et l’enthousiasme des agents du  PLM pour cette locomotive innovante et révolutionnaire à leurs yeux est longuement décrite dans Mémoire d'un enfant du rail d'Henri Vincenot.

## Anecdote
- Les cheminots Français (qu'ils soient agents ou ingénieurs) prononçaient Mountain à la Française ce qui donnait "Moutin".